# Suez-krigen
Suez-krigen (Hebraisk: מבצע קדש), (Arabisk: أزمة السويس – العدوان الثلاثي) også kaldet Suez-krisen var en væbnet konflikt udkæmpet på egyptisk territorium i 1956 mellem på den ene side Israel, Storbritannien og Frankrig og på den anden side Egypten.
Baggrunden for krigen var et britisk-fransk ønske om at genvinde kontrollen med Suez-kanalen, samt stække Egyptens indflydelse i området.
Krigen resulterede hurtigt i en israelsk besættelse af Sinaihalvøen, de britisk-franske troppe der havde angrebet selve Suez-kanalen blev tvunget til at trække sig tilbage efter pres fra USA og Sovjetunionen. Kanalen fortsatte derfor under egyptisk kontrol. Sinaihalvøen var besat af Israel frem til marts 1957 eller ca. fem måneder.
Nogle mener at krisen markerede slutningen af Storbritanniens tid som en af verdens mest magtfulde lande.

## Baggrund
Gamal Abdel Nasser styrtede i 1952 kong Farouk af Egypten og var kort tid efter Egyptens stærke mand. Ved sin magtovertagelse udløste og forstærkede han modsætningerne over for Israel, Frankrig og Storbritannien:
1. Som følge af udfaldet af den arabisk-israelske krig 1948 stod Egypten på dårlig fod med Israel. Nogen fredsaftale var ikke indgået mellem de to lande, og Nasser støttede palæstinenserne i deres fortsatte kampe mod Israel. Flere angreb på Israel havde deres oprindelse dels i Sinai-ørkenen dels i Gaza-striben, to områder mere eller mindre under egyptisk kontrol. Den 28. februar 1955 angreb Israel en egyptisk afdeling i Gaza, og 38 egyptere blev dræbt. Dette bidrog til, at Nasser ønskede at købe flere våben.
2. Samtidig ønskede Nasser at blive den arabiske verdens leder. Han kritiserede oprettelsen af Bagdadpagten i 1955 mellem Storbritannien, Iran, Irak, Tyrkiet og Pakistan, og dette samt en konflikt om hidtidige britiske koloni Sudans stilling som nyt selvstændigt land (modsat Egyptens ønske om at underlægge landet sin kontrol) førte til, at Storbritannien nægtede at sælge våben til Egypten. Også USA nægtede at sælge våben til trods for den tilnærmelse mellem USA og Egypten, der var sket i de samme år. I stedet tog Nasser kontakt til Sovjetunionen, og et salg af våben herfra skete via Tjekkoslovakiet.
3. Nasser igangsatte bygningen af Aswan-dæmningen for at skabe sikrere vilkår for jordbrug langs Nilen og producere elektricitet, men USA frafaldt et tidligere løfte om at give økonomisk støtte til byggeriet, da man blev klar over våbenhandelen med Sovjetunionen. Storbritannien sagde også nej, men mest af politiske grunde: premierminister Anthony Eden mente, at Nasser var en trussel mod Storbritanniens indflydelse i området. Som alternativ indkomstkilde for at finansiere byggeriet valgte Nasser i 1956 at nationalisere Suez-kanalen. Det var forudset, at kanalen skulle overdrages Egypten i 1968, men denne overdragelse blev nu fremrykket med 12 år og uden at kompensere Storbritannien og Frankrig. Frankrig og Storbritannien var delejere i selskabet, der ejede kanalen, og de mistede dermed indkomster fra sejladsen gennem denne. Derved skærpedes modsætningerne mellem Egypten og de to lande yderligere: For Storbritanniens vedkommende spørgsmålet om Bagdadpagten og Sudan, for Frankrigs vedkommende det forhold, at Egypten støttede FLN-guerillaen under borgerkrigen i Algeriet.
4. Egypten havde på trods af en henstilling vedtaget i FN forhindret Israel i at bruge Suez-kanalen og skærpede sin politik ved at blokere for brug af Tiranstrædet mellem Sinai-halvøen og Saudi-Arabien.

I denne situation opstod der et fælles ønske hos Israel, Storbritannien og Frankrig om at standse Nassers fortsatte politik. De tre lande lagde planer, der skulle sikre Storbritannien og Frankrig fornyet kontrol over Suez-kanalen og reducere truslen mod Israel.

## Krigsplanen
Planlægning af angrebet på Egypten skete i Paris. Man aftalte, at Israel skulle handle, som om man forsøgte sig med en invasion ved at landsætte faldskærmstropper nær kanalen og sende pansertropper gennem Sinai-ørkenen. Briterne og franskmændene skulle derefter anmode begge sider om at trække sig tilbage fra kanalzonen. Man var fuldt ud klar over, at Egypten ville nægte. Derefter skulle britiske og franske tropper udstationeres for at beskytte kanalen. Man regnede med, at USA og Sovjetunionen ville protestere, men eftersom USA var midt i et præsidentvalg, forventede man, at præsident Eisenhower ville være tilbageholdende med at træffe internationale beslutninger. Sovjetunionen var optaget af Ungarn-opstanden og forventedes derfor ikke at komme med stærke protester. Planen var så klar, at militærhistorikeren sir Basil Liddell Hart har karakteriseret den som den mest brilliante i krigskunstens historie.

## Krigens forløb
Den 29. oktober 1956 angreb israelske styrker som aftalt Egypten. Faldskærmsjægere landsattes i Sinai, og tropper avancerede hurtigt mod Suez-kanalen uden at møde modstand. I løbet af kort tid nærmede Israel sig kanalen fra øst. Storbritannien og Frankrig gjorde det klart, at de opfattede krigen som en trussel både mod freden og mod færdsel på Suez-kanalen. De forlangte, at både Egypten og Israel skulle holde sig mindst 16 km fra kanalen og tilbød midlertidigt at besætte Suez-kanalen for at adskille de egyptiske og israelske styrker. Israel sagde som aftalt ja, mens Egypten som ventet sagde nej. Derfor igangsatte Storbritannien og Frankrig en invasion og besatte tre fjerdedele af kanalzonen under den såkaldte Operation Musketer og bombarderede egyptiske baser. Sejren syntes klar for de tre, da begivenhederne fik en brat afslutning. Efter stærkt pres i FN fra USA's og Sovjetunionens side måtte man afbryde invasionen.
Begge lande var klar over, at USA og Sovjetunionen ville reagere skarpt, men de havde også regnet med at komme eventuelle reaktioner i forkøbet ved at være i kanalzonen, inden supermagterne nåede at reagere. Imidlertid reagerede USA meget hurtigt gennem FN. Storbritannien og Frankrig nedlagde veto i sikkerhedsrådet, men kunne ikke stille noget op i generalforsamlingen. Stillet over for USA's reaktion og Sovjetunionens trusler om brug af atomvåben mod London og Paris gav Storbritannien og Frankrig op og trak deres styrker ud igen.
Israel havde derimod ikke travlt med at trække sig ud til trods for stærkt pres fra de to supermagter USA og Sovjetunionen. David Ben-Gurion, daværende israelsk statsminister, nægtede at trække styrkerne ud igen, før Israel fik en garanti om, at den egyptiske blokade af Tiranstrædet ville ophøre. Efter fire måneder med forhandlinger foreslog den canadiske udenrigsminister Lester Pearson at oprette en FN-styrke ved navn UNEF (United Nations Emergency Force). Flere nationer skulle bidrage til denne styrke, som skulle fungere som en fredsbevarende buffer mellem Israel og Egypten og sikre Israel mod fremtidige fedayeen-angreb fra Sinai og Gaza. Nasser var ikke særlig begejstret for forslaget, eftersom han mente, at dette belønnede det, han kaldte "israelsk aggression". David Ben-Gurion var heller ikke glad. Han mente, at Nasser ville have ret til at få UNEF-styrken fjernet, når han måtte føle trang til det. Parterne blev enige om et kompromis, hvor Egypten ville få ret til at smide styrkerne ud, hvis FN's generalforsamling var enig i, at opgaven var udført. Desuden garanterede USA for Israel, at en ny egyptisk blokade af Tiran-strædet ville blive anset som en krigshandling, og konstaterede, at i så tilfælde ville Israel have ret til at forsvare sig. Til sidst blev UNEF-styrken sat sammen af styrker fra Norge, Sverige, Jugoslavien, Indonesien, Indien, Finland, Danmark, Columbia, Canada og Brasilien. Danske FN-soldater gjorde tjeneste her i årene 1957-67, frem til udbruddet af seksdageskrigen i 1967.

## Betydning
At USA valgte at følge Sovjetunionen i sin kritik mod England, Frankrig og Israel var overraskende set i den kolde krigs perspektiv. Man kan formode, at USA valgte at gå med på Sovjets krav efter, at man hårdt havde kritiseret Sovjetunionens invasion af Ungarn, som udspillede sig på samme tidspunkt. Desuden truede Sovjetunionen med at atombombe London og Paris, hvis invasionen ikke blev afbrudt.
Det er ingen tvivl om, at Storbritannien og Frankrig tabte prestige. Sovjetunionen vandt, dels fordi landet stillede op som Egyptens forsvarer, dels fordi krisen i Suez afledte opmærksomheden fra opstanden mod Sovjetunionen i Ungarn, der blev slået ned uden de store internationale reaktioner.
At USA nægtede at støtte Storbritannien og Frankrig, førte til en meget negativ stemning imellem landene. Forholdet mellem især Frankrig og USA kølnedes. Det var en stor overraskelse, at USA og Sovjetunionen kunne opnå enighed om noget. I Storbritannien førte forløbet til, at premierminister Eden gik af.
Det måske vigtigste resultat af Suez-krisen var, at det blev klart for verden, at når USA og Sovjetunionen sagde nej, så kunne ingen andre stille noget op. De to landes status som supermagter blev tydelig.